# My Cousin Rachel
My Cousin Rachel (bra: Eu Te Matarei, Querida) é um filme estadunidense de 1952, dos gêneros drama romântico-histórico e mistério, dirigido por Henry Koster, estrelado por Olivia de Havilland, e coestrelado por Richard Burton. O roteiro de Nunnally Johnson foi baseado no romance homônimo de 1951, de Daphne du Maurier.
A 20th Century-Fox obteve os direitos de exibição do romance, com Burton concordando em estrelar um filme nos Estados Unidos pela primeira vez. A produção teve problemas quando du Maurier e o diretor original George Cukor ficaram insatisfeitos com a adaptação, fazendo com que Cukor deixasse o projeto.
"My Cousin Rachel" recebeu algumas críticas positivas em seu lançamento inicial, inclusive pela atuação de Burton, que ganhou um Globo de Ouro de melhor ator revelação.
Em 2017, uma adaptação homônima da história foi lançada, estrelada por Rachel Weisz e Sam Claflin.

## Sinopse
Em 1838, quando Ambrose (John Sutton), o primo rico de Philip Ashley (Richard Burton), morre em circunstâncias suspeitas em Florença, Philip se convence de que o primo foi assassinado pela esposa, Rachel (Olivia de Havilland), na esperança de herdar sua fortuna. Porém, quando Philip conhece Rachel, logo se apaixona por ela, e começa a achar que suas suspeitas foram infundadas. Por outro lado, ela parece manipular toda a situação para ficar com a valiosa propriedade de
Cornualha, que Ambrose deixou para seu primo.

## Elenco
- Olivia de Havilland como Rachel Sangalletti Ashley
- Richard Burton como Philip Ashley
- Audrey Dalton como Louise Kendall
- Ronald Squire como Nicholas "Nick" Kendall
- George Dolenz como Guido Rainaldi
- John Sutton como Ambrose Ashley
- Tudor Owen como Seecombe
- J. M. Kerrigan como Reverendo Pascoe
- Margaret Brewster como Sra. Pascoe
- Alma Lawton como Mary Pascoe
- Argentina Brunetti como Senhora
- Mario Siletti como Zelador

## Produção

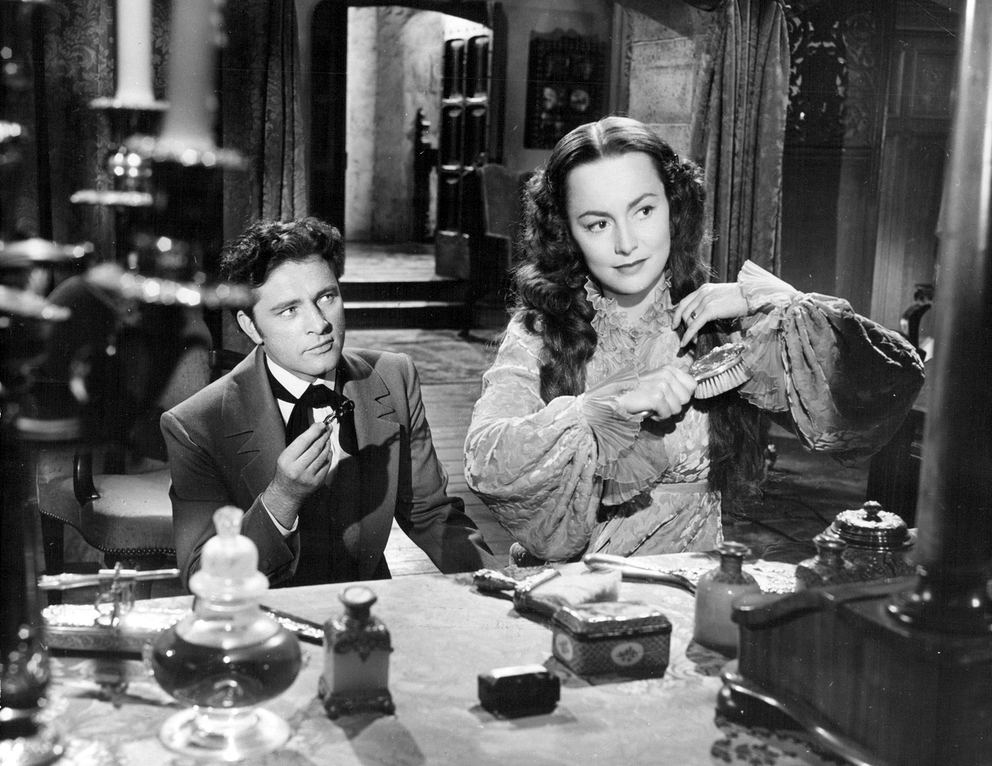
Richard Burton e Olivia de Havilland em cena do filme.

O agente de Daphne du Maurier inicialmente tentou vender uma adaptação de "My Cousin Rachel" por US$ 100.000, bem como 5% da bilheteria internacional. A oferta foi rejeitada por todos os grandes estúdios, mas a 20th Century-Fox conseguiu obter os direitos de exibição em setembro de 1951 por US$ 80.000. A Fox também conseguiu George Cukor para dirigir a produção. No entanto, du Maurier e Cukor revisaram o rascunho do roteiro e o consideraram infiel ao romance, com du Maurier declarando-o "bastante desesperador". Cukor também desaprovou as adições cômicas, e como não conseguiu colocar as alterações que desejava no roteiro, optou por sair, com a Fox comunicando à imprensa que sua saída foi devido a "diferenças artísticas". Henry Koster mais tarde assumiu o papel de Cukor na direção. Richard Burton revelou nunca ter descoberto se Cukor foi demitido ou se demitiu.
De acordo com Burton, Cukor desejava que Greta Garbo ou Vivien Leigh estrelassem como Rachel. O papel acabou indo para de Havilland, marcando seu primeiro filme desde "The Heiress" (1949). A produção também marcou a primeira vez que Richard Burton estrelou um filme nos Estados Unidos. Embora desinteressado pelo romance ou pelo roteiro, Burton aceitou o papel devido ao seu respeito por Cukor, e viajou para a cidade de Nova Iorque para o início da produção. As cenas de segundo plano foram filmadas na Cornualha, onde a história se passa.
De acordo com Koster, Burton teve que escalar uma casa em uma cena, mas teve dificuldade e caía sempre que tentava. Devido ao fato de Burton bater repetidamente com a cabeça na parede, Koster temeu que os golpes pudessem ser fatais, então a equipe teve que impedir que Burton tentasse novamente. Além do acontecimento, Koster descreveu Burton como uma pessoa calma com ele e com de Havilland durante a produção.
Antes de concordar em aparecer no filme, Burton estava determinado a pagar uma taxa de £ 7.000 (na época, cerca de US$ 18.000). Ele ficou surpreso ao saber que a Fox lhe ofereceu US$ 50.000, e então aceitou a oferta. Depois do início das produções, Burton ficou desapontado com o comportamento de sua co-estrela, de Havilland, que pediu ao diretor Koster que informasse a todos no set que ela tinha que ser chamada de "Miss de Havilland" em vez do mais informal "Livvie", um apelido que – até então – era utilizado por outras pessoas que trabalharam com ela.

## Recepção
Bosley Crowther, em sua crítica para o The New York Times, declarou que o filme é uma "excelente" adaptação da obra de du Maurier, elogiando seu suspense, atmosfera e atuação de Burton. A revista Variety deu uma crítica positiva ao tom do filme, e deu crédito a Burton por dar "uma forte impressão". Ao ver o filme finalizado, du Maurier ficou desapontada. Ela gostou de Burton e das cenas filmadas na Cornualha, mas sentiu que de Havilland havia tirado o mistério que definia Rachel, além de não gostar de seu penteado, comparando-o com o de Wallis Simpson. Mesmo assim, Cukor ligou para de Havilland e a parabenizou por sua atuação "brilhante".
Em 199, a Blockbuster Entertainment Guide to Movies and Videos deu ao filme quatro estrelas e meia, chamando-o de "atmosférico". Em 2015, Leonard Maltin deu ao filme três estrelas, avaliando-o como "bem-sucedido" como uma adaptação.
Burton foi indicado ao Oscar pela primeira vez por sua atuação nesse filme.

## Legado
O filme de Koster foi a primeira adaptação do romance "My Cousin Rachel". A próxima foi um telefilme de 1990 dirigido por Brian Farnham, com a professora Nina Auerbach julgando-o como uma adaptação "superficialmente" mais fiel, incluindo um tratamento mais complexo de Rachel, interpretada por Geraldine Chaplin.
A adaptação cinematográfica seguinte foi o filme de 2017, dirigido por Roger Michell e estrelado por Rachel Weisz como a personagem-título. A versão de 2017 foi feita após o surgimento de uma tendência, na qual obras de du Maurier receberam novas adaptações.

## Prêmios e homenagens
| Ano  | Cerimônia     | Categoria                                | Indicado                                       | Resultado | Ref.          |
| ---- | ------------- | ---------------------------------------- | ---------------------------------------------- | --------- | ------------- |
| 1953 | Globo de Ouro | Melhor atriz em filme dramático          | Olivia de Havilland                            | Indicada  | [ 23 ]        |
| 1953 | Globo de Ouro | Melhor ator revelação                    | Richard Burton                                 | Venceu    | [ 23 ]        |
| 1953 | Oscar         | Melhor ator coadjuvante                  | Richard Burton                                 | Indicado  | [ 24 ] [ 25 ] |
| 1953 | Oscar         | Melhor direção de arte em preto e branco | Lyle R. Wheeler, John DeCuir & Walter M. Scott | Indicado  | [ 24 ] [ 25 ] |
| 1953 | Oscar         | Melhor fotografia em preto e branco      | Joseph LaShelle                                | Indicado  | [ 24 ] [ 25 ] |
| 1953 | Oscar         | Melhor figurino em preto e branco        | Charles LeMaire & Dorothy Jeakins              | Indicado  | [ 24 ] [ 25 ] |

O filme foi reconhecido pelo Instituto Americano de Cinema nas seguintes listas:
- 2002: 100 Anos...100 Paixões – Indicado[26]